# ともだちパズル
『ともだちパズル』は、おーなり由子による日本の漫画短編集。

## 概要
『りぼんオリジナル』（集英社）にて1988年冬の号から1990年春の号にかけて掲載された。全9話。単行本は同社のりぼんマスコットコミックスより1990年8月15日に刊行された。コミックスNo.534。
「矢野ようこ」という名前の小学校3年生の女の子を主人公とし、その友人、家族、親戚など、関係する人たちとの心あたたまる交流を描いた作品。ファンタジックなショートストーリーを得意とする作者にしては珍しく、非現実的な場面はほとんどなく、子供たちの日常の世界がほのぼのしたタッチで描かれている。
また連載ではあるが、主人公の女の子以外の登場人物は毎回違っており、それぞれ独立した作品（オムニバス）になっている。
セリフやナレーションに関西弁が使われていることも、作品の特色である。
また「おまけ編」として1ページの6コマ漫画が3篇挿入されている。

## 各話の紹介
第1話 谷川くん
クラスの席替えで主人公の隣りの席になった犬好きの男の子、谷川くんの話。
第2話 みゆきちゃん
主人公の親友の女の子みゆきちゃんの話。2人がちょっとしたことでケンカして、また仲直りするまで。
第3話 公園のひと
公園で偶然知り合った中学3年生の男の子の話。男の子は家庭教師だった年上のお姉さんに片思いをしている。
第4話 みゆきちゃんの家のひと
みゆきちゃんのお父さんとバイオリンの話。みゆきちゃんの家は牛乳屋で、お父さんは時々牛乳の大きな冷蔵庫で誰にも聞こえないようにバイオリンの練習をしている。そのバイオリンにはちょっとしたいわれがあった。
第5話 よりちゃん
広島のおばさんの所にいる年上のいとこ、よりちゃんの話。よりちゃんは23歳で、となりの家のとしたか兄ちゃんに片思いしている。
おまけ編1 さっちゃん
小学校1年の時作者と同級生だった女の子の思い出。
第6話 大町くん
絵が上手で、黒板に落書きするのが大好きなクラスメイト大町くんの話。
おまけ編2 うえだくん
小学校3年生の時の作者の友人の思い出。
第7話 しのぶちゃん
近所の小学5年生で男勝りの女の子しのぶちゃんの話。
第8話 学校にきた犬
始業式の日に小学校の運動場に迷い込んで来た野良犬「ジジオ」を巡る話。
おまけ編3 おじいちゃん
作者の祖父の思い出。
最終回（第9話） おとうさん
いらち（せっかち）だが、人の良い主人公のお父さんの話。お母さんが泊まりがけで広島に行くことになり、主人公はお父さんと2人で留守番することになる。普段は何もしないお父さんが中華どんぶりを作ってくれる。

## 参考
集英社文庫『おーなり由子作品集2 ともだちパズル』は1998年12月16日に初版発行。『ともだちパズル』9編の他、「ツン・Ta Ta Ta」「みどりのぼうし」「ゆうやけソノシート」「三太郎少年の日」の各作品が収録されている。なお『ともだちパズル』の各話はりぼんマスコットコミックス版では「第〜話」という書き方であったが、文庫版ではそれが「Chapter〜」に変更されている。